# Букино (Омская область)
Букино — обезлюдевшая деревня в Черлакском районе Омской области России. Входит в Иртышское сельское поселение.

## История
Основана в 1920 году. В 1928 г. хутор Букино состоял из 48 хозяйств, основное население — русские. В составе Первомайского сельсовета Ачаирского района Омского округа Сибирского края, входил в Иртышский сельский округ во время переписи 2002 года.
В соответствии с Законом Омской области от 30 июля 2004 года № 548-ОЗ «О границах и статусе муниципальных образований Омской области» деревня вошла в состав образованного муниципального образования «Иртышское сельское поселение». 

## География
Находится  на  юге-востоке  региона,   в пределах  Курумбельской степи, являющейся частью Чебаклы-Суминской впадины. 

## Население
| 2010 |
| ---- |
| 0    |

Национальный состав
В 1928 г. основное население — русские .
Согласно результатам  переписи 2002 года в национальной структуре населения русские составляли 71 %,  казахи	28% от общей численности населения в 119 чел. .